# ناوكي ساكاي
ناوكي ساكاي مواليد 2 أغسطس 1975 في اليابان، هو لاعب كرة قدم ياباني سابق كان يلعب كلاعب وسط.

## المسيرة الاحترافية

### أندية لعب لها
- كاشيوا ريسول
- كونسادول سابورو

## روابط خارجية
- ناوكي ساكاي على موقع رابطة كرة القدم اليابانية للمحترفين (اليابانية)
- ناوكي ساكاي على موقع قاعدة بيانات كرة القدم.إي يو (الإنجليزية)
- ناوكي ساكاي على موقع ناشيونال فوتبول تيمز (الإنجليزية)
- ناوكي ساكاي على موقع عالم كرة القدم.نت (الإنجليزية)